# Совєтський район (Волгоград)
Совє́тський райо́н (рос. Советский район) — один з районів Волгограда (Росія).
Глава адміністрації — Твердохлєбов Сергій Дмитрович.

## Географія
Совєтський район межує з Ворошиловським (вздовж перегону ст. Ім. Максима Горького — Волгоград-2) і Кіровським районами міста, Городіщенським і Светлоярським районами області.
Район унікальний своїми природними утвореннями — балками Григоровою, Купоросною, Ельшанською. Багаті джерела живлять лісову рослинність: столітні дуби, осичняки, вільху.

### Природа
- На території району розташований ландшафтно-екологічний комплекс «Гірська поляна». Одна з його складових частин — природно-історичний лісовий масив «Григорова балка», який включає в себе хвойні та листяні породи, що є «легенями» міста.
- На території колишнього саду В. Ф. Лапшина був створений дендрологічний парк ВНІАЛМІ, що входить в Асоціацію євроазіатських ботанічних садів і оголошений пам'яткою природи.
- Є джерела з чистою питною і лікувальною водою.

## Історія
Історія утворення Совєтського району почалася 8 листопада 1926, коли Постановою ВЦВК і РНК РРФСР селище ім. Мініна і територія, що займали державні лісопильні заводи, були включені в міську межу Сталінграда.
- 10 серпня 1931 до селища ім. Мініна були приєднані село Верхня Ельшанка, хутора Купоросний і Альошино. А в листопаді того ж року місто перейшло до нового адміністративно-територіального поділа, за яким міські селища перейменовувались в райони. Саме тоді селище Мініна було перейменоване в Мінінський район. Таким чином, датою утворення району вважається 30 листопада 1931.
- У липні 1933 року його перейменували у Ворошиловський. На півночі кордоном району була річка Цариця, на півдні — радгосп «Гірська Поляна». Територія становила 5398 га, населення — 88,8 тис. осіб.
- 4 січня 1958 район отримав свою нинішню назву — Совєтський.
- У 1963 році в адміністративне підпорядкування району було передане селище Горьковський; в 1966 році — Горнополянська сільрада Калачевського району.
- У листопаді 1975 Радянський район був розукрупнено, з нього виділився Ворошиловський район.

## Пам'ятки

### Пам'ятки архітектури
- Будинок залізничної станції Ельшанка — одна з найбільш старовинних будівель у районі, вона збереглася з 1911 року. Є пам'яткою архітектури.[4]
- Будівля колишнього управління заводу «Електролес ім. 25-річчя Жовтня» відноситься до цього ж періоду.

### Пам'ятки історії
У районі розташовані 76 пам'яток історії та культури, пам'ятних знаків і меморіальних дощок, 8 військових поховань.
- Меморіальний комплекс «Лиса гора» (висота 146 метрів) — місце запеклих боїв військ 64-ї армії, братська могила.
- Постамент з танковою баштою, що позначає лінію переднього краю оборони військ 64-ї армії станом на 19 листопада 1942 (вул. Краснопресненська, Купоросна балка).
- Пам'ятники — братські захоронення воїнів, полеглих у боях за місто:
  - поруч з головним корпусом Волгоградського державного агроуніверситета
  - селище Верхня Ельшанка
  - селище Майське
  - селище Гулі Корольової
  - селище Водний
  - селище Горьковський
  - село Піщанка
- Пам'ятник А. М. Горькому (селище Горьковський)

## Інфраструктура

### Транспорт

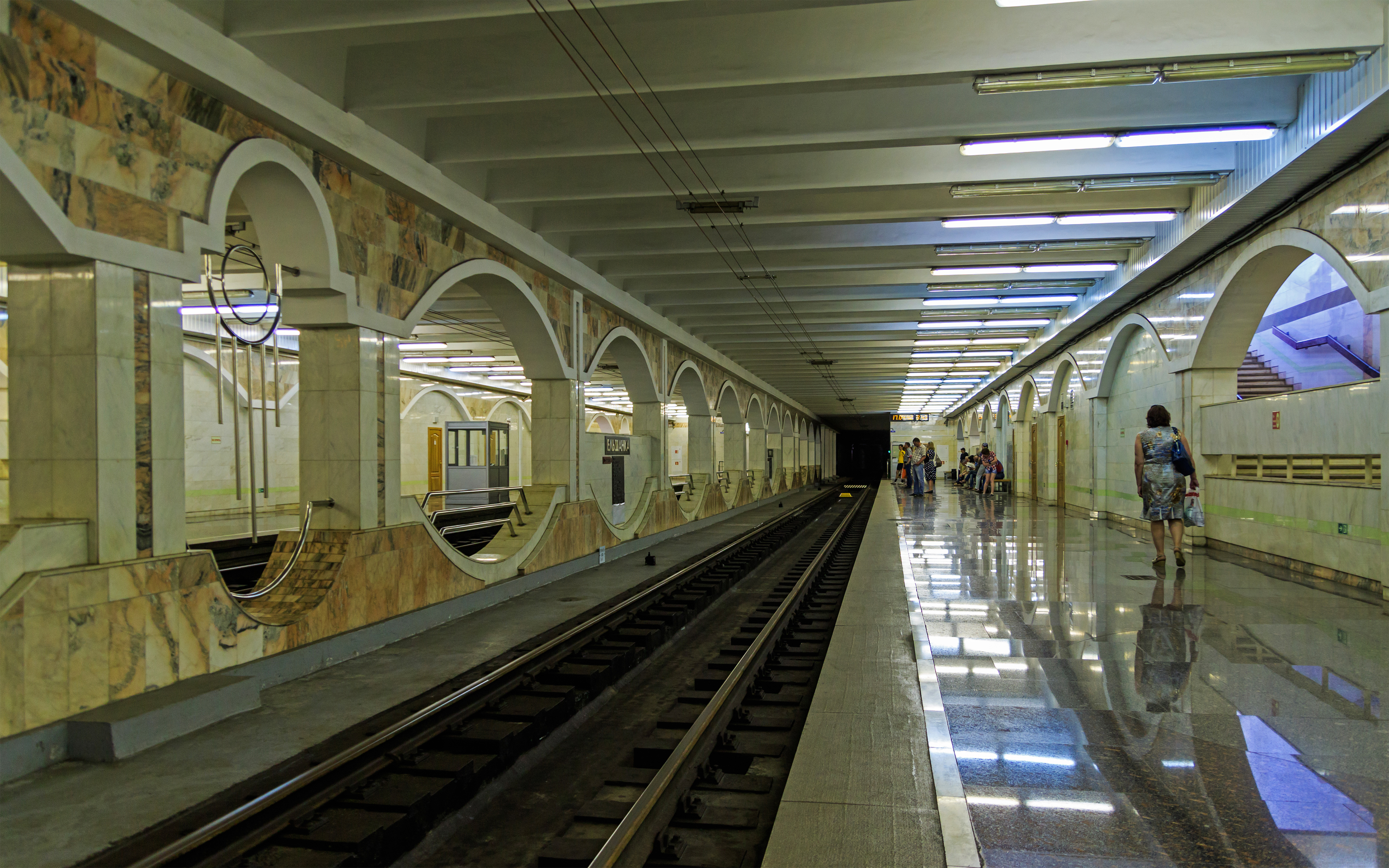
Станція підземного трамваю «Ельшанка»

- Залізничні колії з лінією електропоїзда; важлива залізнична розв'язка на кордоні з Ворошиловським районом (шляхопровід ст. Максима Горького — Волгоград-2).
- Перша, Друга і Третя Поздовжні автомагістралі.
- 18 міських та 5 приміських маршрутів автобусів.
- маршрут тролейбуса № 18 і маршрути трамваю № 3, 4.
- станція Ельшанка Волгоградського метротрама.
- третя черга лінії швидкісного трамвая (на стадії планування).

### Торгові центри
- Гіпермаркет «Лента»
- ТЦ «Зелене кільце»
- ТРЦ «Акварель»

### Спортивні та рекреаційні споруди
- Площа і парк біля ПК ім. Петрова
- Стадіон «Нафтовик»
- Театр «Планета»

## Культура
- Будинок культури ім. Петрова (селище ім. Петрова)
- БК залізничників ім. Горького (селище Горьковський)

## Освіта та наука

### Навчальні заклади
- Волгоградський державний аграрний університет
- Волгоградський державний університет
- Волгоградський інститут економіки, соціології та права

### Науково-дослідні інститути
- Всеросійський науково-дослідний інститут агролісомеліорації (ВНІАЛМІ)
- Всеросійський науково-дослідний інститут зрошуваного землеробства (ВНІІОЗ)

## Медицина
У районі функціонують 13 лікувально-профілактичних та аптечних установи, а також кардіоцентр та перинатальний центр.

## Промисловість
- ВАТ «Волгограднафтомаш» — один з найбільших в країні виробників обладнання для нафтової, нафтохімічної та газопереробної промисловості
- Завод Волма-Волгоград — головне підприємство Корпорації Волма (ТОВ Волма) (цех гіпсу цього заводу, побудований в 1986 році, є одним з найпотужніших в цій галузі в Росії)
- ВАТ «Макарна»
- ВАТ «Волгограднафтогеофізіка»
- ВАТ «Медтехніка»
- ТОВ «Нижневолжськбудсервіс»
- ТОВ Компанія «СПТ» — одна з найбільших будівельних фірм Волгоградської області.